# Juan de Iriarte

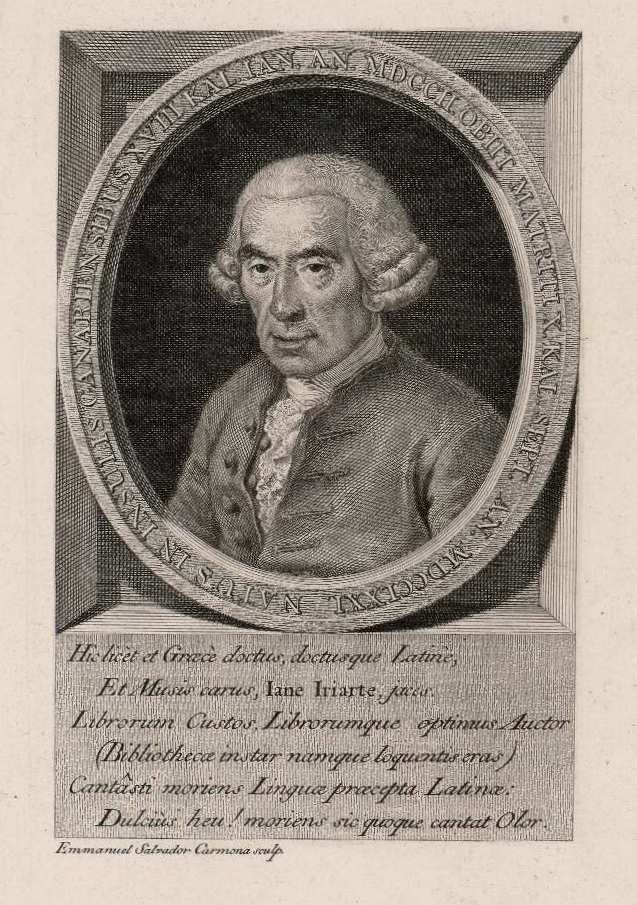
Juan de Iriarte.

Juan de Iriarte (eller Yriarte) y Cisneros, född den 15 december 1702 i La Orotava nära Puerto de la Cruz på Tenerife, död den 23 augusti 1771 i Madrid, var en spansk lärd och biblioteksman. Han var farbror till Bernardo, Domingo och Tomás de Iriarte.
Iriarte sattes 1713 i skola i Paris (Collège Louis-le-Grand), bosatte sig 1724 i Madrid, blev 1732 bibliotekarie vid kungens bibliotek i Madrid, 1742 translator i utrikesdepartementet och invaldes 1749 i Spanska akademien. Iriarte nedlade ett berömvärt arbete på Spanska akademiens ordbok och grammatik, och hans katalog över grekiska handskrifter i nuvarande nationalbiblioteket (1769) åtnjuter stort anseende. Mera som ett kuriosum torde hans latinska grammatik på kastiliansk vers (1771) betraktas. År 1774 utkom hans Obras sueltas, innehållande bland annat en stor samling av spanska ordspråk, och i Rivadeneiras "Biblioteca de autores españoles", band 62 och 67, återfinns några av hans arbeten.